# Sevierville
Sevierville è una città degli Stati Uniti d'America, situata nello Stato del Tennessee, nella contea di Sevier, della quale è il capoluogo.